# فرودگاه بین‌المللی فرانکفورت
فرودگاه فرانکفورت (یاتا: FRA، ایکائو: EDDF) ((به آلمانی: Flughafen Frankfurt am Main) که با نام فرودگاه راین-ماین (به آلمانی: Flughafen Frankfurt am Main) نیز شناخته می‌شود، یک فرودگاه بین‌المللی اصلی است که در فرانکفورت، پنجمین شهر بزرگ آلمان، قرار دارد. این فرودگاه قطب شرکت هواپیمایی برای لوفت‌هانزا شامل لوفت‌هانزا سیتی‌لاین و لوفت‌هانزا کارگو و همچنین کوندور فلوگدینست و آئرولوگیک است. فرودگاه فرانکفورت دارای ۴ باند فرود و ۲ پایانه مسافربری است که ظرفیت جابه‌جایی ۶۵ میلیون مسافر در سال را دارد.
فرودگاه فرانکفورت پس از فرودگاه هیترو لندن، فرودگاه شارل دوگل پاریس و فرودگاه بین‌المللی آمستردام، چهارمین فرودگاه پررفت‌وآمد در اروپا است و با جابه‌جایی ۶۱٫۰۳۲ میلیون مسافر در سال ۲۰۱۵ میلادی، دوازدهمین فرودگاه پررفت‌وآمد جهان بر پایهٔ شمار مسافر به‌شمار می‌رود. همچنین این فرودگاه با جابه‌جایی ۲٫۰۷۶ میلیون تُن بار در سال ۲۰۱۵ میلادی، پررفت‌وآمدترین فرودگاه جهان بر پایه جابه‌جایی بار است. تا زمستان ۲۰۱۲ میلادی، از طریق فرودگاه فرانکفورت به ۲۶۴ مقصد در ۱۱۳ کشور جهان پرواز انجام می‌شد.

## تاریخچه
فرودگاه در تاریخ ۸ ژوئیه ۱۹۳۶ میلادی و در زمانی افتتاح شد که ادارهٔ آلمان در دست نازی‌ها بود. در آغاز جنگ جهانی دوم، فرودگاه فرانکفورت که در آن زمان فرودگاه راین−ماین خوانده می‌شد، نقش مهمی را در پشتیبانی از نیروی هوایی آلمان نازی ایفا می‌کرد.
در اوت ۱۹۴۴ میلادی، با استفاده از نیروی کار اسرای جنگی، ساخت یک باند بتونی برای فرود هواپیماهای جنگندهٔ جدید آغاز شد، اما فرودگاه در پی حملات شدید جنگنده‌های نیروهای متفقین در پایان همان سال به ویرانه‌ای کامل تبدیل شد.
از سال ۱۹۴۶ بار دیگر پروازهای عادی مسافربری از این فرودگاه از سر گرفته شد.

## شرکت‌های هواپیمایی و مقصدهای پروازی

### مسافربری
| شرکت‌های هواپیمایی                                          | مقصدهای پروازی | پایانه/ محل اجتماع |
| ---------------------------------------------------------- | --- | ------------------ |
| آدریا ایرویز                                               | فرودگاه لیوبلیانا، فرودگاه بین‌المللی پریشتینا، فرودگاه بین‌المللی مادر ترزای تیرانا | 1A, 1B             |
| اژین ایرلاینز                                              | فرودگاه بین‌المللی آتن، فرودگاه بین‌المللی سالونیک فصلی: فرودگاه بین‌المللی کورفو، فرودگاه بین‌المللی هراکلین، فرودگاه بین‌المللی رود | 1A, 1B             |
| ایر لینگاس                                                 | فرودگاه دوبلین | 2D                 |
| آئروفلوت                                                   | فرودگاه بین‌المللی شرمتیوو | 2D                 |
| هواپیمایی الجزایر                                          | فرودگاه هواری بومدین فصلی: فرودگاه اس سینیا وهران | 2E                 |
| ایر عربیا مغرب                                             | فرودگاه مراکش-منارا | 2E                 |
| ایر آستانه                                                 | فرودگاه بین‌المللی آستانه (قزاقستان) | 2E                 |
| ایربالتیک                                                  | فرودگاه بین‌المللی ریگا فصلی: فرودگاه هرینگسدورف | 2E                 |
| ایر کانادا                                                 | فرودگاه بین‌المللی کالگری، فرودگاه بین‌المللی مونترآل-پییر الیوت ترودو، فرودگاه بین‌المللی پیرسون تورنتو فصلی: فرودگاه بین‌المللی مک‌دونالد-کارتیر اتاوا | 1B                 |
| ایر چاینا                                                  | فرودگاه بین‌المللی پکن، فرودگاه بین‌المللی چنگدو شوانگلیو، فرودگاه بین‌المللی شانگهای پودنگ | 1B                 |
| ایر اروپا                                                  | فرودگاه مادرید-باراخاس | 2E                 |
| ایر فرانس                                                  | فرودگاه شارل دوگل پاریس | 2D                 |
| ایر ایندیا                                                 | فرودگاه بین‌المللی ایندیرا گاندی | 1B                 |
| ایر مالتا                                                  | فرودگاه بین‌المللی مالت | 1C                 |
| ایر مولداوا                                                | فرودگاه بین‌المللی کیشیناو | 2D                 |
| ایر نامیبیا                                                | فرودگاه بین‌المللی ویندهوک هوسیا کوتاکو | 2E                 |
| ایر صربیا                                                  | فرودگاه بلگراد نیکولا تسلا | 2D                 |
| ایر ویا                                                    | چارتر فصلی: فرودگاه بورگاس، فرودگاه وارنا | 2D                 |
| آلایتالیا                                                  | فرودگاه لئوناردو دا وینچی-فیومیچینو | 2D                 |
| آلایتالیا اجرا توسط آلیتالیا سیتی‌لاینر                     | فرودگاه لینیت | 2D                 |
| آل نیپون ایرویز                                            | فرودگاه هانه‌دا | 1B                 |
| امریکن ایرلاینز                                            | فرودگاه بین‌المللی شارلوت داگلاس، فرودگاه بین‌المللی دالاس-فورت ورث، فرودگاه بین‌المللی فیلادلفیا | 2E                 |
| آسیانا ایرلاینز                                            | فرودگاه بین‌المللی اینچئون | 1B                 |
| آستریا ایر                                                 | فرودگاه گراتس (ازسرگیری از ۲۷ مارس ۲۰۱۶)، فرودگاه اینسبروک، فرودگاه زالتسبورگ، فرودگاه بین‌المللی وین | 1A                 |
| بلاویا                                                     | فرودگاه بین‌المللی مینسک | 2D                 |
| بی‌ام‌آی رجیونال                                             | فرودگاه بریستول، فرودگاه یونشوپینگ، فرودگاه کارلشته | 1A, 1B             |
| بریتیش ایرویز                                              | فرودگاه هیترو لندن | 2E                 |
| بریتیش ایرویز اجرا توسط بی‌ای سیتی‌فلایر                     | فرودگاه لندن سی‌تی | 2E                 |
| بلغاریا ایر                                                | فرودگاه صوفیه | 1C                 |
| بلغارین ایر چارتر                                          | چارتر فصلی: فرودگاه بورگاس، فرودگاه وارنا | 2D                 |
| کاتای پاسیفیک                                              | فرودگاه بین‌المللی هنگ کنگ | 2E                 |
| چاینا ایرلاینز                                             | فرودگاه بین‌المللی تائویوان تایوان | 2D                 |
| هواپیمایی شرقی چین                                         | فرودگاه بین‌المللی شانگهای پودنگ | 2D                 |
| هواپیمایی جنوبی چین                                        | فرودگاه بین‌المللی چانگشا هوانگهوا، فرودگاه بین‌المللی بایون گوآنگجو | 2D                 |
| کوندور فلوگدینست                                           | فرودگاه اگادیر المسیره، فرودگاه آنتالیا، فرودگاه بین‌المللی گرانتلی ادمز، فرودگاه بین‌المللی کانکون، کینتانا رو، فرودگاه بین‌المللی پینتو مارتینز، فرودگاه فوئرته‌ونتورا، فرودگاه مادیرا، فرودگاه گرن کناریا، فرودگاه بین‌المللی خوزه مارتی، فرودگاه فرنک پئیز، فرودگاه بین‌المللی غردقه، فرودگاه بین‌المللی کلیمانجارو، فرودگاه لانزاروته، فرودگاه بین‌المللی مک‌کاران، فرودگاه بین‌المللی سیشل، فرودگاه بین‌المللی ابراهیم نصیر، فرودگاه بین‌المللی سر سیوساگور رامگولام، فرودگاه بین‌المللی موا، فرودگاه بین‌المللی سنگستر، فرودگاه بین‌المللی توکامن، فرودگاه بین‌المللی گریگوریو لوپرون، فرودگاه بین‌المللی پونتا کانا، فرودگاه ریکایف، فرودگاه بین‌المللی دپوتادو لوئیس ادواردو مگاهاس، فرودگاه بین‌المللی خوآن سانتاماریا، فرودگاه بین‌المللی لوئیز مونز مارین، فرودگاه لا پالما، فرودگاه بین‌المللی لا امریکاس، فرودگاه بین‌المللی سیاتل-تاکوما، فرودگاه تنریف جنوبی، فرودگاه بین‌المللی آرتور ناپلئون ریموند رابینسون، فرودگاه خوآن گئوآلبرتو گومس، فرودگاه بین‌المللی ویندهوک هوسیا کوتاکو، فرودگاه بین‌المللی زنگبار فصلی: فرودگاه بین‌المللی تد استیونز انکوریج، فرودگاه بین‌المللی و. س. برد، فرودگاه بین‌المللی آستین (آغاز از ۲۷ ژوئن ۲۰۱۶)، فرودگاه بین‌المللی ثرگود مارشال بالتیمور واشینگتن، فرودگاه بین‌المللی سووارنابومی، فرودگاه بورگاس، فرودگاه بین‌المللی کالگری، فرودگاه بین‌المللی کیپ‌تاون، فرودگاه بین‌المللی خانیا، فرودگاه بین‌المللی کورفو، فرودگاه دالامان، فرودگاه بین‌المللی دیربا–زارزیس، فرودگاه بین‌المللی النفیضه حمامات، فرودگاه بین‌المللی فیربنکس، فرودگاه بین‌المللی مارتینیک امه سزر (آغاز از ۶ نوامبر ۲۰۱۶)، فرودگاه بین‌المللی فورت لادرداله – هالی‌وود، فرودگاه بین‌المللی ماریس بیشاپ، فرودگاه بین‌المللی هلفکس استانفیلد، فرودگاه بین‌المللی هراکلین، فرودگاه ایبیزا (اسپانیا)، فرودگاه خرث، فرودگاه بین‌المللی کالاماتا، فرودگاه بین‌المللی مینیاپولیس−سنت پل، فرودگاه ملی جزیره میکناس، فرودگاه پالما د مایورکا، فرودگاه بین‌المللی پوکت، فرودگاه بین‌المللی پورتلند، فرودگاه تی. اف. گرین، فرودگاه بین‌المللی رود، فرودگاه رییکا، فرودگاه بین‌المللی ریو دوژانیرو گالیائو، فرودگاه ملی سادورینی (تیرا)، فرودگاه اسپلیت، فرودگاه بین‌المللی پیرسون تورنتو، فرودگاه بین‌المللی ونکوور، فرودگاه بین‌المللی اریک نیلسون وایتهورس | 1C                 |
| کوندور فلوگدینست اجرا توسط ایربالتیک                       | فصلی: فرودگاه بین‌المللی کاوالا (آغاز از ۷ مه ۲۰۱۶)، فرودگاه بین‌المللی جزیره کوس، فرودگاه ملی اکتیون، فرودگاه بین‌المللی زاکینثوس (آغاز از ۱ مه ۲۰۱۶) | 1C                 |
| هواپیمایی کرواسی                                           | فرودگاه دوبروونیک، فرودگاه اسپلیت، فرودگاه زاگرب فصلی: فرودگاه پولا، فرودگاه زادر | 1B                 |
| چک ایرلاینز                                                | فرودگاه پراگ رازیون | 2D                 |
| دلتا ایرلاینز                                              | فرودگاه بین‌المللی هارتسفیلد-جکسون آتلانتا، فرودگاه متروپولیتن شهرستان وین دیترویت، فرودگاه بین‌المللی جان اف کندی | 2D                 |
| اجیپت‌ایر                                                   | فرودگاه بین‌المللی قاهره | 1B                 |
| ال عال                                                     | فرودگاه بین‌المللی بن گوریون | 1C                 |
| الین‌ایر                                                    | فصلی: فرودگاه بین‌المللی هراکلین (آغاز از ۶ مه ۲۰۱۶) | TBA                |
| هواپیمایی امارات                                           | فرودگاه بین‌المللی دوبی | 2E                 |
| هواپیمایی اتیوپی                                           | فرودگاه بین‌المللی بوول | 1B                 |
| هواپیمایی اتحاد                                            | فرودگاه بین‌المللی ابوظبی | 2E                 |
| فن‌ایر                                                      | فرودگاه هلسینکی | 2E                 |
| فن‌ایر اجرا توسط نوردیک رجیونال ایرلاینز                    | فرودگاه هلسینکی | 2E                 |
| جرمنیا (شرکت هواپیمایی)                                    | فرودگاه بین‌المللی مرسی عالم فصلی: فرودگاه پالما د مایورکا | 2D                 |
| گلف ایر                                                    | فرودگاه بین‌المللی بحرین | 2D                 |
| هواپیمایی ایبریا                                           | فرودگاه مادرید-باراخاس | 2E                 |
| ایسلندایر                                                  | فرودگاه بین‌المللی کفلاویک | 2E                 |
| ایران ایر                                                  | فرودگاه بین‌المللی امام خمینی | 1C                 |
| هواپیمایی عراق اجرا توسط ایراکسپلور                        | فرودگاه بین‌المللی بغداد | 2D                 |
| خطوط هوایی ژاپن                                            | فرودگاه بین‌المللی ناریتا | 2D                 |
| کی‌ال‌ام اجرا توسط کی‌ال‌ام سیتی‌هاپر                           | فرودگاه اسخیپول آمستردام | 2D                 |
| هواپیمایی کره                                              | فرودگاه بین‌المللی اینچئون | 2D                 |
| کویت ایرویز                                                | فرودگاه بین‌المللی ژنو، فرودگاه بین‌المللی کویت | 2D                 |
| لان ایرلاینز                                               | فرودگاه مادرید-باراخاس, فرودگاه بین‌المللی کومودورو ارتورو مرینو بنیتز | 1C                 |
| لوت پولیش ایرلاینز                                         | فرودگاه شوپن ورشو | 1A                 |
| لوفت‌هانزا                                                  | فرودگاه آبردین، فرودگاه بین‌المللی ننامدی آزیکیوه، فرودگاه بین‌المللی بوول، فرودگاه آلیکانته-الچه (آغاز از ۲ آوریل ۲۰۱۶)، فرودگاه هواری بومدین، فرودگاه بین‌المللی آلماتی، فرودگاه بین‌المللی ملکه علیا، فرودگاه اسخیپول آمستردام، فرودگاه بین‌المللی اسن‌بوغا، فرودگاه آنتالیا، فرودگاه عشق‌آباد، فرودگاه بین‌المللی آستانه (قزاقستان)، فرودگاه بین‌المللی آتن، فرودگاه بین‌المللی هارتسفیلد-جکسون آتلانتا (پایان در ۲۸ آوریل ۲۰۱۶؛ ازسرگیری از ۱ ژوئیه ۲۰۱۶)، فرودگاه بین‌المللی بحرین، فرودگاه بین‌المللی حیدر علی‌اف، فرودگاه بین‌المللی بنگالورو، فرودگاه بین‌المللی سووارنابومی، فرودگاه بارسلونا-ال پرات، فرودگاه بین‌المللی پکن، فرودگاه بین‌المللی رفیق حریری بیروت، فرودگاه بلگراد نیکولا تسلا، فرودگاه برلین تگل، فرودگاه بیلبائو، فرودگاه بیلاند، فرودگاه بیرمنگام، فرودگاه بین‌المللی ال دورادو، فرودگاه بلوونی گوگلیلمو مارکونی، فرودگاه بین‌المللی لوگان، فرودگاه برمن، فرودگاه بروکسل، فرودگاه بین‌المللی هنری کواندا، فرودگاه بین‌المللی بوداپست فرنک لیست، فرودگاه بین‌المللی مینیسترو پیستارینی، فرودگاه بین‌المللی قاهره، فرودگاه بین‌المللی سیمون بولیوار (ونزوئلا)، فرودگاه بین‌المللی چنای (پایان در ۳۱ اوت ۲۰۱۶)، فرودگاه بین‌المللی اوهر شیکاگو، فرودگاه کپنهاگ، فرودگاه بین‌المللی دالاس-فورت ورث، فرودگاه بین‌المللی ملک فهد, فرودگاه بین‌المللی ایندیرا گاندی، فرودگاه بین‌المللی دنور، فرودگاه متروپولیتن شهرستان وین دیترویت، فرودگاه بین‌المللی حمد، فرودگاه درسدن، فرودگاه بین‌المللی دوبی، فرودگاه دوبلین، فرودگاه بین‌المللی دوسلدورف، فرودگاه ادینبرو، فرودگاه فارو، فرودگاه گدایسک لخ والسا، فرودگاه بین‌المللی ژنو، فرودگاه گوتنبرگ-لاندوتر، فرودگاه گراتس (پایان در ۲۶ مارس ۲۰۱۶)، فرودگاه هامبورگ، فرودگاه هانوفر-لانگنهاگن، فرودگاه هلسینکی، فرودگاه بین‌المللی هنگ کنگ، فرودگاه بین‌المللی جرج بوش، فرودگاه بین‌المللی آتاترک، فرودگاه بین‌المللی ملک عبدالعزیز، فرودگاه بین‌المللی اولیور تامبو، فرودگاه بین‌المللی کاتوویتس، فرودگاه بین‌المللی بوریسپیل، فرودگاه بین‌المللی جان پل دوم کراکوف-بالیس، فرودگاه بین‌المللی کویت، فرودگاه لایپزیگ/هال، فرودگاه لینز، فرودگاه لیسبون پورتلا، فرودگاه هیترو لندن، فرودگاه بین‌المللی لس‌آنجلس، فرودگاه کواترو دو فرویرو، فرودگاه بین‌المللی مرتلا محمد، فرودگاه لیون-سینت اگزوپری، فرودگاه مادرید-باراخاس، فرودگاه بین‌المللی مالابو، فرودگاه مالاگا، فرودگاه بین‌المللی مالت، فرودگاه منچستر، فرودگاه مراکش-منارا، فرودگاه مارسی پروانس، فرودگاه بین‌المللی مکزیکو سیتی، فرودگاه بین‌المللی میامی، فرودگاه لینیت، فرودگاه میلانو مالپنسا، فرودگاه بین‌المللی دوموده‌دوو، فرودگاه بین‌المللی چاتراپاتی شیواجی، فرودگاه مونیخ، فرودگاه بین‌المللی مانستر اوسنابروک، فرودگاه بین‌المللی چوبو سنترایر، فرودگاه بین‌المللی نانجینگ لوکو، فرودگاه ناپل، فرودگاه بین‌المللی جان اف کندی، فرودگاه بین‌المللی لیبرتی نیوآرک، فرودگاه نیس کوت دازور، فرودگاه نورمبرگ، فرودگاه بین‌المللی اورلاندو (فلوریدا)، فرودگاه بین‌المللی کانزای، فرودگاه گاردرموئن اسلو، فرودگاه شارل دوگل پاریس، فرودگاه بین‌المللی پورت هارکورت، فرودگاه فرنسیسکو جسا کارنئیرو، فرودگاه پوزنان-لاویکا، فرودگاه پراگ رازیون، فرودگاه بین‌المللی کینگدائو لیوتینگ، فرودگاه بین‌المللی ریگا، فرودگاه بین‌المللی ریو دوژانیرو گالیائو، فرودگاه بین‌المللی ملک خالد، فرودگاه لئوناردو دا وینچی-فیومیچینو، فرودگاه پالکوو، فرودگاه بین‌المللی سانفرانسیسکو، فرودگاه بین‌المللی سائو پائولو گوارولوس، فرودگاه بین‌المللی سیاتل-تاکوما، فرودگاه بین‌المللی اینچئون، فرودگاه سن پابلو، فرودگاه بین‌المللی شانگهای پودنگ، فرودگاه بین‌المللی شنینگ تخین، فرودگاه چانگی سنگاپور، فرودگاه صوفیه، فرودگاه استکهلم-آرلاندا، فرودگاه اشتوتگارت، فرودگاه لنارت مری تالین، فرودگاه بین‌المللی امام خمینی، فرودگاه بین‌المللی بن گوریون، فرودگاه هانه‌دا، فرودگاه بین‌المللی ناریتا، فرودگاه بین‌المللی پیرسون تورنتو، فرودگاه تولوز-بلانیاک، فرودگاه بین‌المللی تونس قرطاج، فرودگاه تورین کاسله، فرودگاه والنسیا، فرودگاه بین‌المللی ونکوور، فرودگاه ونیز مارکو پولو، فرودگاه بین‌المللی وین، فرودگاه بین‌المللی ویلنیوس، فرودگاه شوپن ورشو، فرودگاه بین‌المللی دالس واشینگتن، فرودگاه وروتسواف کوپرنیکوس، فرودگاه زاگرب، فرودگاه زوریخ فصلی: فرودگاه میلاس-بودروم، فرودگاه بین‌المللی محمد پنجم، فرودگاه دوبروونیک، فرودگاه بین‌المللی سالفرملیک، فرودگاه بین‌المللی لارناکا، فرودگاه پالما د مایورکا، فرودگاه بین‌المللی کفلاویک، فرودگاه اسپلیت | 1A, 1B, 1C         |
| لوفت‌هانزا اجرا توسط لوفت‌هانزا سیتی‌لاین                     | فرودگاه بین‌المللی هارتسفیلد-جکسون آتلانتا (آغاز از ۲۹ آوریل ۲۰۱۶؛ پایان در ۳۰ ژوئن ۲۰۱۶)، فرودگاه بین‌المللی چنای (آغاز از ۱ سپتامبر ۲۰۱۶)، فرودگاه بین‌المللی جومو کنیاتا (آغاز از ۱ سپتامبر ۲۰۱۶)، فرودگاه بین‌المللی توکامن، فرودگاه بین‌المللی فیلادلفیا، فرودگاه بین‌المللی سان خوزه (آغاز از ۱ ژوئیه ۲۰۱۶)، فرودگاه بین‌المللی تمپا فصلی: فرودگاه بین‌المللی کانکون، کینتانا رو، فرودگاه بین‌المللی ابراهیم نصیر، فرودگاه بین‌المللی سر سیوساگور رامگولام، فرودگاه بین‌المللی مونترآل-پییر الیوت ترودو (آغاز از ۱۳ مه ۲۰۱۶) | 1B, 1C             |
| لوفت‌هانزا اجرا توسط PrivatAir                              | فرودگاه بین‌المللی جومو کنیاتا (پایان در ۳۱ اوت ۲۰۱۶)، فرودگاه پون | 1B                 |
| لوفت‌هانزا رجینال اجرا توسط لوفت‌هانزا سیتی‌لاین              | فرودگاه آلبورگ، فرودگاه اسخیپول آمستردام، فرودگاه بازل-مولوز-فرایبورگ اروپا، فرودگاه بلگراد نیکولا تسلا، فرودگاه بیلاند، فرودگاه بلوونی گوگلیلمو مارکونی، فرودگاه بروکسل، فرودگاه بین‌المللی هنری کواندا، فرودگاه ایگناسی یان پادرفسکی بیدگوشچ، فرودگاه بین‌المللی دوسلدورف، فرودگاه پره‌تولا، فرودگاه فریدریش هافن، فرودگاه گدایسک لخ والسا، فرودگاه گراتس (پایان در ۲۶ مارس ۲۰۱۶)، فرودگاه لایپزیگ/هال، فرودگاه لینز، فرودگاه لندن سی‌تی، فرودگاه لوبلین، فرودگاه لوگزامبورگ - فیندل، فرودگاه بین‌المللی مینسک، فرودگاه نورمبرگ (ازسرگیری از ۱۵ فوریه ۲۰۱۶)، فرودگاه پوزنان-لاویکا، فرودگاه رزسزاوشو-جسینکا (پایان در ۲۸ مارس ۲۰۱۶)، فرودگاه سایلت، فرودگاه بین‌المللی مادر ترزای تیرانا (آغاز از ۲۷ مارس ۲۰۱۶) فصلی: فرودگاه باستیا – پورتا، فرودگاه کگلیاری-الماس، فرودگاه اولبیا - کاستا اسمرالدا، فرودگاه پالرمو، فرودگاه تورین کاسله، فرودگاه ورونا، فرودگاه وروتسواف کوپرنیکوس | 1A, 1B             |
| میات مونگولین ایرلاینز                                     | فرودگاه بین‌المللی بویانت-اوخا فصلی: فرودگاه کولتسوو | 2D                 |
| هواپیمایی خاورمیانه                                        | فرودگاه بین‌المللی رفیق حریری بیروت | 1B                 |
| مونته‌نگرو ایرلاینز                                         | فرودگاه پودگوریتسا | 2D                 |
| نوول‌ایر                                                    | چارتر: فرودگاه بین‌المللی النفیضه حمامات | 2E                 |
| عمان ایر                                                   | فرودگاه بین‌المللی مسقط | 2E                 |
| انور ایر                                                   | فرودگاه بین‌المللی آتاترک | 2E                 |
| هواپیمایی پگاسوس                                           | فرودگاه بین‌المللی صبیحه گوکچن | 2E                 |
| قطر ایرویز                                                 | فرودگاه بین‌المللی حمد | 1B                 |
| هواپیمایی پادشاهی مراکش                                    | فرودگاه بین‌المللی محمد پنجم، فرودگاه بین‌المللی ناظور | 2D                 |
| الملکیه الاردنیه                                           | فرودگاه بین‌المللی ملکه علیا | 2E                 |
| اس۷ ایرلاینز                                               | فصلی: فرودگاه تولمچوا | 2E                 |
| SATA International                                         | فرودگاه ژان پائولو دوم | 2E                 |
| هواپیمایی سعودی                                            | فرودگاه بین‌المللی ملک عبدالعزیز، فرودگاه بین‌المللی ملک خالد فصلی: فرودگاه شاهزاده محمد بن عبدالعزیز | 2D                 |
| هواپیمایی اسکاندیناوی                                      | فرودگاه کپنهاگ، فرودگاه گاردرموئن اسلو، فرودگاه استکهلم-آرلاندا | 1A                 |
| Sea Air                                                    | فرودگاه اوسیک | 2E                 |
| سنگاپور ایرلاینز                                           | فرودگاه بین‌المللی جان اف کندی، فرودگاه چانگی سنگاپور | 1B                 |
| سامان ایر                                                  | فرودگاه بین‌المللی دوشنبه | 2E                 |
| هواپیمایی آفریقای جنوبی                                    | فرودگاه بین‌المللی اولیور تامبو | 1B                 |
| سریلانکان ایرلاینز                                         | فرودگاه بین‌المللی باندرانیکی | 2E                 |
| سان اکسپرس                                                 | فرودگاه آنتالیا، فرودگاه عدنان مندرس | 2D                 |
| سان‌اکسپرس دویچلند                                          | فرودگاه آدانا، فرودگاه اگادیر المسیره (آغاز از ۴ ژوئن ۲۰۱۶)، فرودگاه بین‌المللی اسن‌بوغا، فرودگاه آنتالیا، فرودگاه بین‌المللی خانیا (آغاز از ۴ مه ۲۰۱۶)، فرودگاه قاضی پاشا، فرودگاه بین‌المللی غردقه، فرودگاه ایبیزا (اسپانیا) (آغاز از ۱ مه ۲۰۱۶)، فرودگاه عدنان مندرس، فرودگاه لامتزیا ترمه (آغاز از ۱ ژوئن ۲۰۱۶)، فرودگاه لانزاروته (آغاز از ۳ مه ۲۰۱۶)، فرودگاه بین‌المللی لوکسار، فرودگاه بین‌المللی مرسی عالم، فرودگاه پالما د مایورکا (آغاز از ۱ ژوئن ۲۰۱۶)، فرودگاه بین‌المللی شرم‌الشیخ فصلی: فرودگاه بورگاس (آغاز از ۳ مه ۲۰۱۶)، فرودگاه چهارشنبه سامسون (آغاز از ۶ ژوئیه ۲۰۱۶)، فرودگاه بین‌المللی سالونیک، فرودگاه وارنا | 2D                 |
| سوئیس اینترنشنال ایرلاینز                                  | فرودگاه زوریخ | 1A                 |
| سوئیس اینترنشنال ایرلاینز اجرا توسط Swiss Global Air Lines | فرودگاه زوریخ | 1A                 |
| تام ایرلاینز                                               | فرودگاه بین‌المللی سائو پائولو گوارولوس | 1C                 |
| تاپ پرتغال                                                 | فرودگاه لیسبون پورتلا | 1A                 |
| تاروم                                                      | فرودگاه بین‌المللی هنری کواندا | 2D                 |
| تای ایرویز اینترنشنال                                      | فرودگاه بین‌المللی سووارنابومی | 1C                 |
| تی‌یوآی‌فلای                                                 | فرودگاه رابیل، فرودگاه فوئرته‌ونتورا، فرودگاه گرن کناریا، فرودگاه بین‌المللی غردقه، فرودگاه لانزاروته، فرودگاه بین‌المللی مرسی عالم، فرودگاه بین‌المللی امیلکر کبرل، فرودگاه تنریف جنوبی فصلی: فرودگاه آنتالیا، فرودگاه بین‌المللی کورفو، فرودگاه دالامان، فرودگاه فارو، فرودگاه مادیرا، فرودگاه بین‌المللی هراکلین، فرودگاه ایبیزا (اسپانیا)، فرودگاه خرث، فرودگاه بین‌المللی جزیره کوس، فرودگاه منورکا، فرودگاه پالما د مایورکا، فرودگاه آراکسوس، فرودگاه بین‌المللی رود، فرودگاه زادر | 2D                 |
| تونس ایر                                                   | فرودگاه بین‌المللی دیربا–زارزیس، فرودگاه بین‌المللی النفیضه حمامات، فرودگاه بین‌المللی تونس قرطاج | 1C                 |
| ترکیش ایرلاینز                                             | فرودگاه بین‌المللی اسن‌بوغا، فرودگاه بین‌المللی آتاترک، فرودگاه بین‌المللی صبیحه گوکچن فصلی: فرودگاه آدانا، فرودگاه بین‌المللی ارکیلت، فرودگاه عدنان مندرس | 1B                 |
| هواپیمایی ترکمنستان                                        | فرودگاه عشق‌آباد | 2D                 |
| هواپیمایی بین‌المللی اوکراین                                | فرودگاه بین‌المللی بوریسپیل | 2D                 |
| یونایتد ایرلاینز                                           | فرودگاه بین‌المللی اوهر شیکاگو، فرودگاه بین‌المللی جرج بوش، فرودگاه بین‌المللی لیبرتی نیوآرک، فرودگاه بین‌المللی سانفرانسیسکو، فرودگاه بین‌المللی دالس واشینگتن | 1B                 |
| ازبکستان ایرویز                                            | فرودگاه بین‌المللی تاشکند | 2D                 |
| یوتی‌ایر اوییشن                                             | فصلی: فرودگاه روستوف-نا-دونو | 2E                 |
| ویتنام ایرلاینز                                            | فرودگاه بین‌المللی نوا به، فرودگاه سایگون | 2D                 |
| ویولینگ                                                    | فرودگاه بارسلونا-ال پرات | 2E                 |
| واو ایر                                                    | فرودگاه بین‌المللی کفلاویک (آغاز از ۱۴ ژوئن ۲۰۱۶) | 2E                 |

### باربری
| شرکت‌های هواپیمایی                                    | مقصدهای پروازی |
| ---------------------------------------------------- | --- |
| آئرولوگیک                                            | فرودگاه عشق‌آباد، فرودگاه بین‌المللی هنگ کنگ |
| هواپیمایی الجزایر                                    | فرودگاه هواری بومدین |
| Air China Cargo                                      | فرودگاه بین‌المللی پکن، فرودگاه بین‌المللی شانگهای پودنگ |
| AirBridgeCargo Airlines                              | فرودگاه هلسینکی، فرودگاه بین‌المللی دوموده‌دوو، فرودگاه بین‌المللی شرمتیوو، فرودگاه کولتسوو |
| آسیانا ایرلاینز                                      | فرودگاه گوتنبرگ-لاندوتر، فرودگاه بین‌المللی دوموده‌دوو، فرودگاه بین‌المللی اینچئون، فرودگاه بین‌المللی وین |
| ASL Airlines Belgium                                 | فرودگاه بین‌المللی دوبی، فرودگاه لیژ |
| اطلس ایر                                             | فرودگاه فرانکفورت-هان، فرودگاه بین‌المللی جرج بوش، فرودگاه بین‌المللی میامی |
| کاتای پاسیفیک                                        | فرودگاه اسخیپول آمستردام، فرودگاه بین‌المللی چنای، فرودگاه بین‌المللی دوبی، فرودگاه بین‌المللی هنگ کنگ، فرودگاه منچستر، فرودگاه بین‌المللی چاتراپاتی شیواجی، فرودگاه شارل دوگل پاریس |
| چاینا ایرلاینز                                       | فرودگاه بین‌المللی ابوظبی، فرودگاه پراگ رازیون، فرودگاه بین‌المللی تائویوان تایوان |
| چاینا کارگو ایرلاینز                                 | فرودگاه بین‌المللی شانگهای پودنگ |
| هواپیمایی جنوبی چین                                  | فرودگاه بین‌المللی بایون گوآنگجو، فرودگاه بین‌المللی شانگهای پودنگ |
| دی‌اچ‌ال اوییشن اجرا توسط ای‌اس‌ال ایرلاینز ایرلند       | فرودگاه لایپزیگ/هال |
| دی‌اچ‌ال اوییشن اجرا توسط یوروپین ایر ترنسپورت لایپزیگ | فرودگاه لایپزیگ/هال، فرودگاه هیترو لندن |
| امارات اسکای‌کارگو                                    | فرودگاه بین‌المللی ویراکوپوس-کامپیناس، فرودگاه بین‌المللی لئوپولد سدار سنگور، فرودگاه بین‌المللی آل مکتوم، فرودگاه بین‌المللی مکزیکو سیتی، فرودگاه بین‌المللی طرابلس |
| هواپیمایی اتحاد                                      | فرودگاه بین‌المللی ابوظبی |
| فدکس اکسپرس                                          | فرودگاه کلن بن، فرودگاه بین‌المللی ممفیس |
| فدکس اکسپرس اجرا توسط ای‌اس‌ال ایرلاینز ایرلند         | فرودگاه شارل دوگل پاریس |
| ایران ایر                                            | فرودگاه بین‌المللی مهرآباد |
| هواپیمایی کره                                        | فرودگاه بروکسل، فرودگاه بین‌المللی شرمتیوو، فرودگاه ناوویی، فرودگاه بین‌المللی اینچئون، فرودگاه استکهلم-آرلاندا، فرودگاه بین‌المللی بن گوریون |
| LATAM Cargo Chile                                    | فرودگاه اسخیپول آمستردام، فرودگاه بین‌المللی مینیسترو پیستارینی، فرودگاه بین‌المللی ویراکوپوس-کامپیناس، فرودگاه بین‌المللی خورخه چاوز، فرودگاه بین‌المللی کومودورو ارتورو مرینو بنیتز |
| لوفت‌هانزا کارگو                                      | فرودگاه رافائل هرناندز، فرودگاه بین‌المللی آلماتی، فرودگاه اسخیپول آمستردام، فرودگاه بین‌المللی هارتسفیلد-جکسون آتلانتا، فرودگاه بین‌المللی بحرین، فرودگاه بین‌المللی بنگالورو، فرودگاه بین‌المللی سووارنابومی، فرودگاه بین‌المللی پکن، فرودگاه بین‌المللی ال دورادو، فرودگاه بین‌المللی لوگان، فرودگاه بین‌المللی مینیسترو پیستارینی، فرودگاه بین‌المللی ویراکوپوس-کامپیناس، فرودگاه بین‌المللی چنای، فرودگاه بین‌المللی اوهر شیکاگو، فرودگاه بین‌المللی چنگچینگ ییانگبی، فرودگاه کلن بن، فرودگاه بین‌المللی آفونسو پنا، فرودگاه بین‌المللی لئوپولد سدار سنگور، فرودگاه بین‌المللی دالاس-فورت ورث، فرودگاه بین‌المللی ایندیرا گاندی، فرودگاه متروپولیتن شهرستان وین دیترویت، فرودگاه بین‌المللی شاه‌جلال، فرودگاه بین‌المللی بایون گوآنگجو، فرودگاه بین‌المللی هنگ کنگ، فرودگاه بین‌المللی راجیو گاندی، فرودگاه بین‌المللی آتاترک، فرودگاه بین‌المللی سوئکارنو-هتا، فرودگاه بین‌المللی ملک عبدالعزیز، فرودگاه بین‌المللی اولیور تامبو، فرودگاه کاناس، فرودگاه یملیانو، فرودگاه بین‌المللی لس‌آنجلس، فرودگاه بین‌المللی ادواردو گومز، فرودگاه منچستر، فرودگاه بین‌المللی مکزیکو سیتی، فرودگاه بین‌المللی شرمتیوو، فرودگاه بین‌المللی چاتراپاتی شیواجی، فرودگاه بین‌المللی جومو کنیاتا، فرودگاه بین‌المللی جان اف کندی، فرودگاه بین‌المللی کانزای، فرودگاه بین‌المللی نیو کیتو، فرودگاه بین‌المللی ریو دوژانیرو گالیائو، فرودگاه بین‌المللی ملک خالد، فرودگاه بین‌المللی اینچئون، فرودگاه بین‌المللی شانگهای پودنگ، فرودگاه شنن، فرودگاه بین‌المللی شارجه، فرودگاه بین‌المللی شنینگ تخین، فرودگاه بین‌المللی شنژن بن، فرودگاه بین‌المللی بن گوریون، فرودگاه بین‌المللی ناریتا، فرودگاه بین‌المللی پیرسون تورنتو، فرودگاه بین‌المللی سپهبد بنجامین ماتینزو |
| لوفت‌هانزا کارگو اجرا توسط آئرولوگیک                  | فرودگاه بین‌المللی هارتسفیلد-جکسون آتلانتا، فرودگاه بین‌المللی اوهر شیکاگو، فرودگاه بین‌المللی جرج بوش، فرودگاه بین‌المللی لس‌آنجلس، فرودگاه بین‌المللی پیرسون تورنتو |
| ماکسیموس ایر کارگو                                   | فرودگاه بین‌المللی شارجه |
| مای‌کارگو ایرلاینز                                    | فرودگاه بین‌المللی صبیحه گوکچن |
| نشنال ایرلاینز (ان۸)                                 | فرودگاه بین‌المللی دوحه، فرودگاه بین‌المللی هنگ کنگ، فرودگاه سری‌ارکا، فرودگاه بین‌المللی کویت، فرودگاه بین‌المللی کویته |
| نایت‌اکسپرس                                           | فرودگاه کاونتری |
| قطر ایرویز                                           | فرودگاه بین‌المللی دوحه |
| هواپیمایی سعودی                                      | فرودگاه بین‌المللی ملک فهد، فرودگاه بین‌المللی ملک خالد |
| سنگاپور ایرلاینز کارگو                               | فرودگاه بین‌المللی بنگالورو، فرودگاه بین‌المللی شارجه، فرودگاه چانگی سنگاپور |
| Southern Air                                         | فرودگاه بین‌المللی تد استیونز انکوریج |
| ترکیش ایرلاینز                                       | فرودگاه بین‌المللی آتاترک، فرودگاه بین‌المللی مرتلا محمد |
| ازبکستان ایرویز                                      | فرودگاه بین‌المللی حیدر علی‌اف، فرودگاه بین‌المللی تاشکند |